# Stazione di Plan
La stazione di Plan (in tedesco Bahnhof Plan) è stata la stazione capolinea orientale della ferrovia della Val Gardena. Serviva la località di Plan de Gralba, frazione del comune di Selva di Val Gardena.

## Storia
La fermata venne attivata contestualmente all'apertura della linea di competenza, il 6 febbraio 1916, dopo cinque mesi di lavori).
La gestione dell'infrastruttura era curata inizialmente dalle Ferrovie Regie Imperiali dell'impero austro-ungarico (KuK). Nel 1918, al termine della prima guerra mondiale, il territorio della provincia di Bolzano passò sotto la giurisdizione dell'Italia: il governatore militare Guglielmo Pecori Giraldi decretò pertanto che la gestione della linea della Val Gardena (e quella delle relative stazioni) venisse affidata alle Ferrovie dello Stato.
In tale frangente la linea (nata per scopi legati alla logistica militare dell'esercito asburgico) venne fatta oggetto di alcuni interventi atti ad adibirla al trasporto di persone e merci a scopi civili. Completati i lavori, la ferrovia della Val Gardena (e con essa la stazione di Plan) fu riattivata il 5 febbraio 1919.
Essendo ubicata a poco meno di 1600 m s.l.m. Plan divenne, per tutta la sua vita operativa, la stazione ferroviaria italiana (tra quelle aventi servizi regolari) ubicata alla maggiore altitudine.
La stazione seguì la sorte della linea di competenza: lasciata priva di adeguati interventi di miglioramento e potenziamento, la Chiusa-Plan cessò di esistere il 28 maggio 1960. Negli anni successivi tutte le infrastrutture (fermate e stazioni incluse), ormai cadute in disuso, furono demolite.

## Strutture e impianti
La stazione era dotata di un fabbricato viaggiatori in legno: le infrastrutture includevano quattro binari tronchi, un'asta di manovra e un deposito locomotive.
A seguito della chiusura della linea il fabbricato viaggiatori è stato demolito e sul sedime ferroviario è stato realizzato un campetto da calcio con annesso parcheggio. Sopravvive invece il deposito delle locomotive, il quale non avendo più la propria funzione originaria è stato ceduto a privati e ristrutturato.